# Корінь з одиниці

Корені п'ятого степеня з одиниці (вершини пятикутника)

Корінь n-го степеня з одиниці — комплексний корінь многочлена {\displaystyle x^{n}-1(n\geqslant 1)}. Іншими словами, це комплексне число {\displaystyle \ x}, для якого
{\displaystyle \ x^{n}=1.}

## Запис
Представимо одиницю в тригонометричному вигляді:
{\displaystyle 1=\cos \ 0+i\ \sin \ 0}
Тоді за формулою Муавра
{\displaystyle (\cos x+i\sin x)^{n}=\cos nx+i\sin nx.\,}
одержимо:
{\displaystyle u_{k}=\cos {\frac {2\pi k}{n}}+i\ \sin {\frac {2\pi k}{n}},\quad k=0,1,...,n-1}
Тут {\displaystyle \ u_{k}} — корені з одиниці.
Корені з одиниці можна також записати в показниковій формі:
{\displaystyle u_{k}=e^{\frac {2\pi ki}{n}},\quad k=0,1,...,n-1}
З цих формул випливає, що кількість коренів n-го степеня з одиниці завжди рівна {\displaystyle n}, і всі вони різні.

## Властивості

### Геометричні властивості
- Модуль кожного кореня рівний 1. На комплексній площині корені з одиниці утворюють вершини правильного многокутника, вписаного в одиничне коло. Однією з вершин завжди є одиниця.
- Якщо {\displaystyle \ u_{k}} — корінь з одиниці, то спряжене до нього число {\displaystyle {\overline {u_{k}}}} — теж корінь з одиниці.

### Алгебраїчні властивості
- Корені з одиниці — цілі алгебраїчні числа.
- Корені з одиниці утворюють абелеву групу щодо операції множення. Обернений елемент для кожного елементу цієї групи рівний спряженому елементу. Зокрема, будь-який цілий степінь кореня з одиниці теж є коренем з одиниці.
- Група коренів з одиниці ізоморфна адитивній групі лишків {\displaystyle \mathbb {Z} _{n}}. Звідси випливає, що вона є циклічною групою; за породжуючий елемент групи може бути взятий довільний елемент {\displaystyle u_{k}}, індекс {\displaystyle k} якого взаємно простий {\displaystyle n}.
  - Наслідки:
  - елемент {\displaystyle u_{1}} завжди є первісним;
  - якщо {\displaystyle n} — просте число, то степені будь-якого кореня, окрім {\displaystyle \pm 1}, охоплюють всю групу;
  - число первісних коренів рівне {\displaystyle \varphi (n)}, де {\displaystyle \varphi } — функція Ейлера.
- Якщо {\displaystyle n>1}, то для суми степенів будь-якого первісного кореня з одиниці {\displaystyle u} має місце формула:

{\displaystyle \sum _{k=0}^{n-1}u^{k}={\frac {u^{n}-1}{u-1}}=0.}

### Приклади
Кубічні корені з одиниці:
{\displaystyle \left\{1;\ {\frac {-1+i{\sqrt {3}}}{2}};\ {\frac {-1-i{\sqrt {3}}}{2}}\right\}}
Корені 4-го степеня з одиниці:
{\displaystyle \left\{1;\ +i;\ -1;\ -i\right\}}

Кубічні корені з одиниці

Для коренів 5-го степеня є 4 первісні елементи:
{\displaystyle \left\{e^{2\pi ik \over 5}|k\in \{1,2,3,4\}\right\}=\left\{\left.{\frac {u{\sqrt {5}}-1}{4}}+v{\sqrt {\frac {5+u{\sqrt {5}}}{8}}}i\right|u,v\in \{-1,1\}\right\}.}
Для коренів 6-го степеня первісних елементів тільки два:
{\displaystyle \left\{{\frac {1+i{\sqrt {3}}}{2}},{\frac {1-i{\sqrt {3}}}{2}}\right\}.}